# Mladen Dodić
Mladen Dodić (serbisch-kyrillisch Младен Додић; * 20. August 1969 in Kruševac) ist ein ehemaliger serbischer Fußballspieler und heutiger Fußballtrainer.

## Karriere

### Spieler
Als Fußballspieler spielte er von 1990 bis 1996 bei Napredak Kruševac, nach zwei Saisons bei FK Železnik, spielte er von 1998 bis 2001 erneut in Kruševac. Zuletzt zog es ihn im September 2001 nochmal nach Malta zu Pietà Hotspurs, wo er jedoch nach einem Spiel bereits im Oktober 2001 wieder entlassen wurde. Danach beendete er seine Spielerkarriere.

### Trainer
In Kruševac begann er dann anschließend seine Trainerkarriere. Danach war er bei mehreren serbischen Clubs tätig, darunter der FK Novi Pazar. Als Trainer beim serbischen Erstligavertreter FK Jagodina gelang ihm bereits in der ersten Saison der 3. Platz und der Einzug in das serbische Pokalfinale. Von 2014 bis 2015 trainierte er die Serbische U21-Nationalmannschaft. Vom 25. August 2015 bis zum 30. Oktober desselben Jahres war er Trainer beim FK Novi Pazar. Seit März 2021 ist er Co-Trainer unter Dejan Antonić beim indonesischen Klub PSS Sleman.